# مارتیهررو
مارتیهررو دهستانی در استان آبیلای اسپانیا است.
در این دهستان ۱۸۷ نفر زندگی می‌کنند. مساحت این دهستان ۲۲٫۷۰ کیلومتر مربع است.